# 1870
1870 (MDCCCLXX) byl rok, který dle gregoriánského kalendáře započal sobotou.

## Události

### Česko
- 31. března – Svárovská stávka: při střelbě do shromážděných dělníků bylo zabito 7 lidí včetně devítiletého chlapce
- 30. dubna – Vydán celoříšský zdravotnický zákon, který zřídil instituci okresních lékařů a samosprávným orgánům uložil povinnost zorganizovat síť obecních a obvodních lékařů.[1]
- 23. a 24. srpna – Zemské volby v Čechách
- 27. října – Při velké noční vichřici bylo poškozeno mnoho domů v Praze i v Čechách. Byl poničen kostel svatého Štěpána na Novém Městě. Vichřice se prohnala Šumavou, jejíž podobu změnila. Byly zničeny 2/3 Boubínského pralesa.
- 7. listopadu – Při výbuchu v továrně na dynamit Alfred Nobel a spol. nedaleko Roztok zahynulo 5 lidí.
- Vyšší Brod byl povýšen na město
- v Chomutově byly založeny železárny
- Byl postaven první Jablunkovský tunel

### Svět
- 3. ledna – Byla zahájena stavba Brooklynského mostu v New Yorku.
- 6. ledna – Ve Vídni byl císařem Františkem Josefem I. otevřen koncertní sál Musikverein.
- 13. července – Pruský král Vilém I. odeslal Otto von Bismarckovi tzv. Emžskou depeši
- 18. července – První vatikánský koncil schválil konstituci Pastor aeternus, kterou následujícího roku[zdroj?] papež Pius IX. vyhlásil dogma o papežské neomylnosti
- 19. července – Francie vyhlásila válku Prusku
- 2. srpna – Pod Temží byl otevřen tunel pro pěší Tower subway
- 2. září – Bitva u Sedanu skončila porážkou Francie
- 3. září – Císař Napoleon III. byl sesazen a vyhlášena Třetí Francouzská republika.
- 19. září – Zahájeno obléhání Paříže.
- 20. září – Italská vojska obsadila Řím a tím zanikl Papežský stát.
- 2. října – V římském referendu se voliči vyjádřili pro připojení Říma k Itálii.
- 6. října – Řím se stal hlavním městem sjednocené Itálie.
- 20. října – Předčasně ukončen První vatikánský koncil.
- Wilhelm von Tegetthoff odstoupil ze zdravotních důvodů z funkce velitele rakousko-uherského loďstva
- Po vyplacení částky 300 000 liber Společnosti Hudsonova zálivu přešla Země prince Ruprechta pod správu Kanady
- V Japonsku byla založena loďařská společnost Mitsubishi, pozdější průmyslový koncern

### Probíhající události
- 1870–1871 – Prusko-francouzská válka

## Vědy a umění
- Ruský chemik Dmitrij Mendělejev předložil opravenou verzi periodické tabulky prvků
- Louis Pasteur provedl úspěšné očkování dobytka proti anthraxu
- popsána čeleď lemurovití noční
- Americký vědec Luther Burbank zahájil svou šlechtitelskou kariéru. Vypěstoval přes tisíc nových odrůd kulturních rostlin (např. švestky bez pecek, jablka bez jader, ostružiny bez ostnů nebo brambory odolné proti sněti, které se osvědčily zejména v Irsku)

## Knihy
- Paul Féval starší – Černé hábity
- Karel Sabina – Oživené hroby
- Karolina Světlá – Frantina
- Jules Verne – Dvacet tisíc mil pod mořem, Historie velkých objevů, Okolo Měsíce

## Narození
Automatický abecedně řazený seznam viz Kategorie:Narození v roce 1870

### Česko

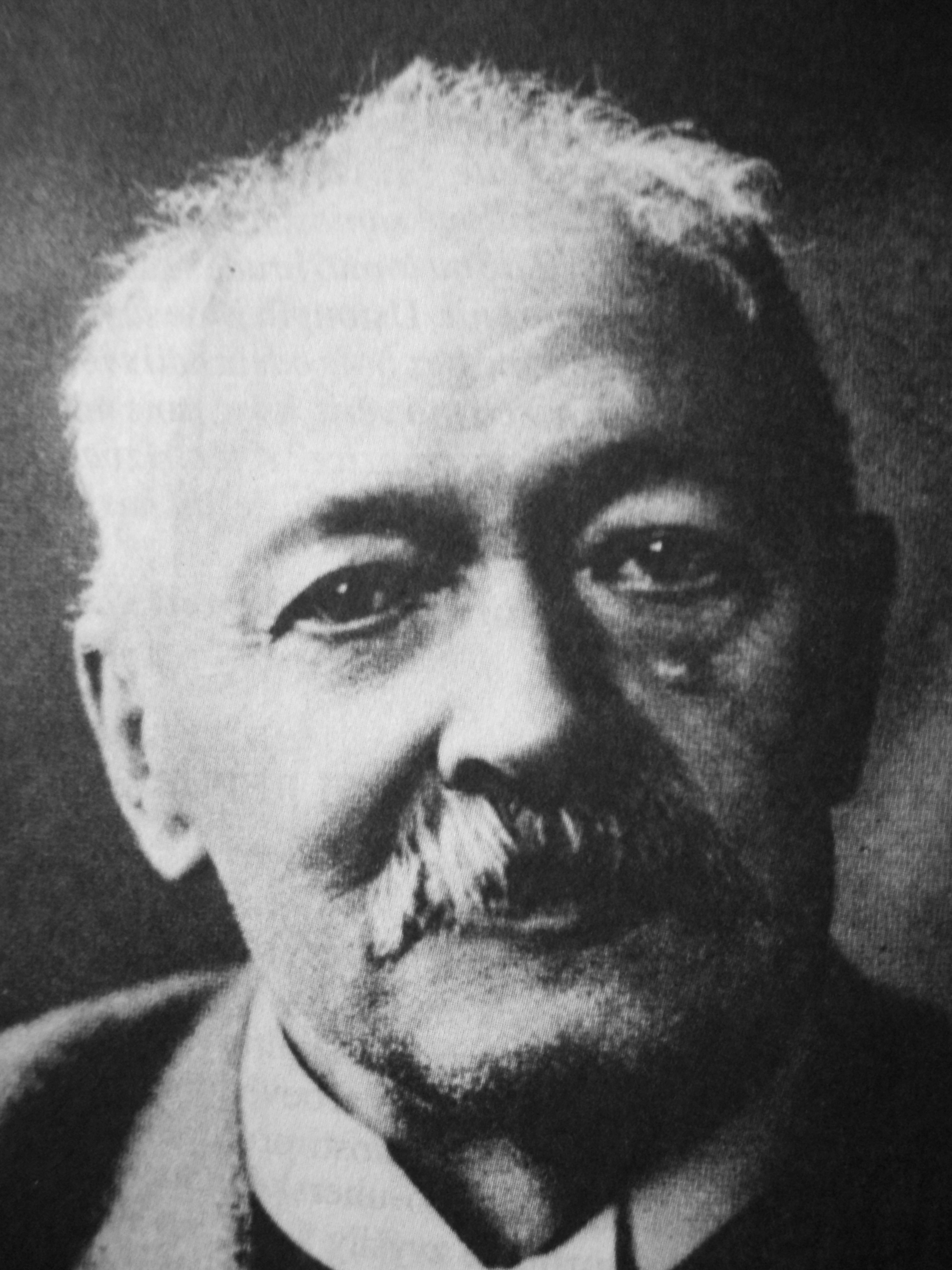
Josef Pekař (* 12. dubna)

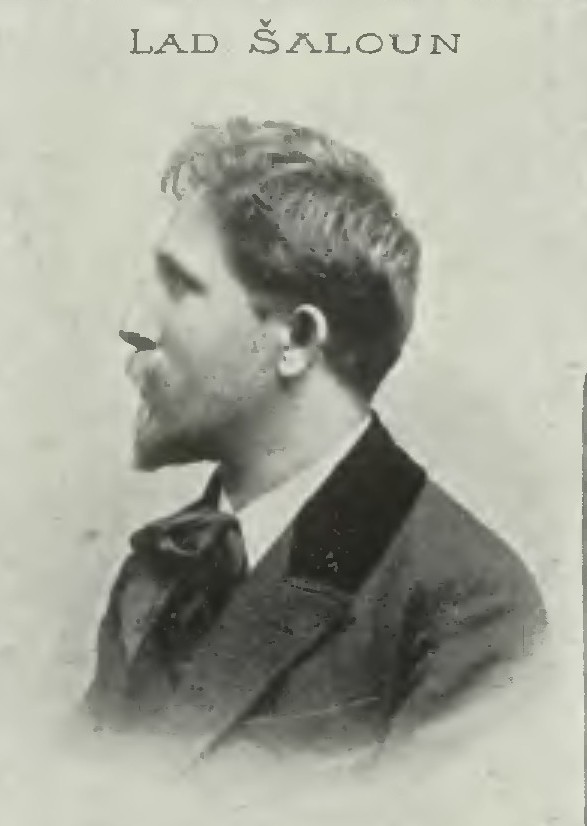
Ladislav Šaloun (* 1. srpna)

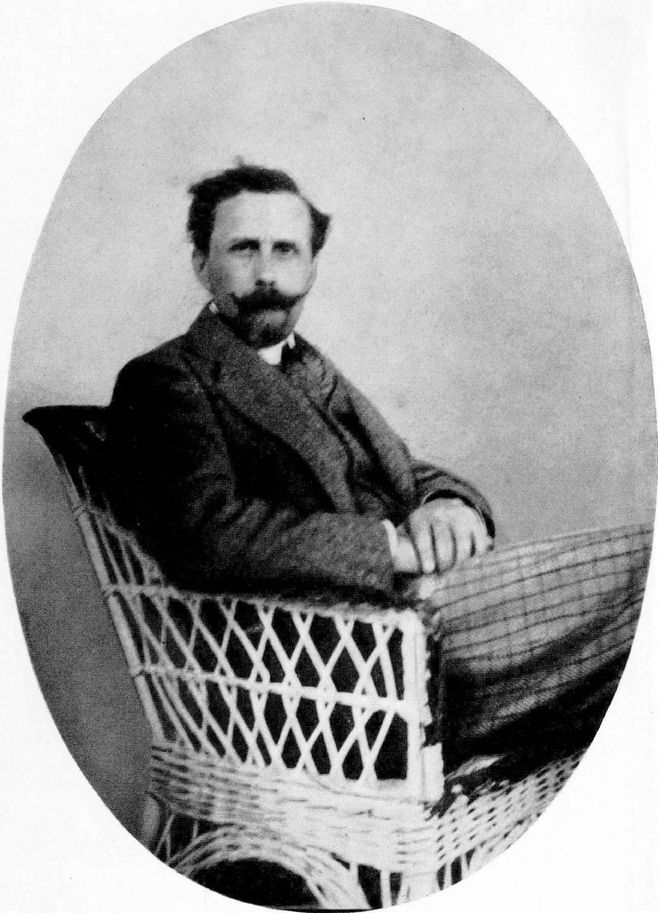
Adolf Loos (* 10. prosince)

- 5. ledna – Václav Košek, odborový předák a poslanec († 27. února 1943)
- 6. ledna
  - Bohuslav Rosenkranc, politik († 16. září 1923)
  - Josef Seifert, politik († 17. srpna 1926)
- 8. ledna
  - Vojtěch Kaisler, rektor ČVUT († 20. července 1943)
  - Gašpar Rovňan, politik († 1. listopadu 1944)
- 12. ledna – Karel Burian, operní zpěvák († 25. září 1924)
- 13. ledna – Josef Králíček, kanovník Katedrální kapituly u sv. Štěpána v Litoměřicích († 17. dubna 1939)
- 8. února – Drahomír Josef Růžička, česko-americký lékař a fotograf († 30. září 1960)
- 14. února – Ludwig Czech, ministr sociální péče Československa († 20. srpna 1942)
- 16. února – Josef Seliger, rakouský a československý politik († 18. října 1920)
- 21. února
  - Bohumil Navrátil, historik a rektor Masarykovy univerzity v Brně († 2. července 1936)
  - Josef Vančura, právník, profesor římského práva († 26. května 1930)
- 24. února – Jaroslav Maria, právník, spisovatel, dramatik († 3. listopadu 1942)
- 25. února – Vilém Votruba, politik († 16. dubna 1939)
- 3. března – Jenö Lelley, politik maďarské národnosti († ?)
- 6. března – Jan Jesenský, profesor stomatologie Karlově univerzitě († 19. května 1947)
- 15. března – Jaroslav Pulda, herec, operetní režisér a autor komedií († 11. listopadu 1926)
- 16. března – Otakar Zachar, chemik v oboru pivovarnictví a sladovnictví († 29. listopadu 1921)
- 18. března – Josef Sechtr, politik († ?)
- 20. března – Ignác Josef Preiss, kněz, žatecký děkan († 29. března 1966)
- 21. března – Alois Tvrdek, středoškolský profesor, překladatel a spisovatel († 15. února 1943)
- 25. března – Franz Budig, československý politik německé národnosti († 3. ledna 1928)
- 3. dubna – Jaroslav Maixner, sochař a řezbář († 9. prosince 1904)
- 4. dubna – Jan Dvořák, politik († 28. ledna 1931)
- 8. dubna
  - Josef Netolický, politik († 4. srpna 1942)
  - Gustav Oberleithner, československý politik německé národnosti († 19. května 1945)
- 12. dubna – Josef Pekař, historik, rektor Univerzity Karlovy († 23. ledna 1937)
- 18. dubna – Ján Pocisk, novinář a politik († 18. října 1941)
- 29. dubna – Josef Sakař, kněz, středoškolský pedagog a historik († 25. listopadu 1937)
- 2. května – Jan Mařák, houslista a hudební pedagog († 21. října 1932)
- 5. května – Karl Kostka, československý politik německé národnosti († 23. července 1957)
- 6. května – Vladimír Fáček, politik († 1. února 1936)
- 7. května – Stanislav Souček, filolog, literární historik, rektor Masarykovy univerzity († 30. prosince 1935)
- 11. května – Otakar Kádner, teoretik pedagogiky, český historik († 6. května 1936)
- 10. května – Vladimír Hornof, kněz a básník († 26. července 1942)
- 16. května
  - Karel Kašpar, 32. arcibiskup pražský a kardinál († 21. dubna 1941)
  - Antonín Slavíček, malíř († 1. února 1910)
- 18. května – Josef Lukeš, politik († 4. července 1956)
- 28. května – Hans Schwathe, moravský a rakouský sochař a medailér († 27. října 1950)
- 31. května – Alois Hajn, novinář († 8. ledna 1953)
- 3. června – Norbert Fabián Čapek, náboženský myslitel, představitel unitářství († 30. října 1942)
- 8. června – Vilém Veleba, politik († 23. února 1956)
- 13. června – Josef Ullmann, malíř, krajinář († 31. května 1922)
- 15. června – Antonín Kalina, politik († 17. prosince 1922)
- 19. června – Jan Miller, politik († 10. dubna 1937)
- 28. června – Jaroslav Auerswald, herec, režisér a výtvarník († 29. ledna 1931)
- 4. července – Vladimír Fischer, architekt († 28. října 1947)
- 6. července – Karel Statečný, první profesor na Husově československé evangelické fakultě bohoslovecké v Praze († 12. srpna 1927)
- 17. července – Ludvík Čelanský, dirigent a hudební skladatel († 27. října 1931)
- 19. července – Jan Kárník, lékař a spisovatel († 27. prosince 1958)
- 21. července – Emil Orlik, malíř, grafik a fotograf († 28. září 1932)
- 1. srpna – Ladislav Šaloun, sochař († 18. října 1946)
- 3. srpna – Heinrich Knesch, československý politik německé národnosti († 10. listopadu 1958)
- 7. srpna – Josef Samsour, kněz, profesor církevních dějin († 4. března 1930)
- 11. srpna – Jan Šrámek, kněz, politik, předseda Londýnské exilové vlády († 22. dubna 1956)
- 15. srpna – Josef Vítězslav Šimák, historik († 30. ledna 1941)
- 19. srpna – Hugo Bergmann, politik († 30. dubna 1944)
- 23. srpna – Josef Benoni, dramatik, spisovatel a impresionistický malíř († 10. února 1957)
- 1. září
  - Ferdinand Karafiát, spisovatel a lékař († 13. dubna 1928)
  - Jan Dědina, malíř a ilustrátor († 14. ledna 1955)
- 1. října – Jindřich Langner, kanovník Katedrální kapituly u sv. Štěpána v Litoměřicích († 29. prosince 1956)
- 7. října – Jan Čermák, pilot a průkopník letectví († 6. března 1959)
- 9. října – Viktorin Šulc, architekt a malíř († 20. března 1946)
- 30. října – Eduard Hausmann, československý politik německé národnosti († 6. března 1930)
- 13. listopadu – Josef Holub, malíř († 22. srpna 1957)
- 1. prosince – Marie Ondříčková, houslistka, klavíristka a učitelka hudby († 3. května 1957)
- 5. prosince – Vítězslav Novák, hudební skladatel a pedagog († 18. července 1949)
- 8. prosince
  - Ladislav Bradáč, hudební skladatel († 4. října 1897)
  - Jaroslav Preiss, ekonom, bankéř a politik († 29. dubna 1946)
- 10. prosince – Adolf Loos, architekt († 23. srpna 1933)
- 12. prosince – Jan Axamit, lékař a archeolog († 19. listopadu 1931)
- 14. prosince – Otakar Hübner, politik († 15. března 1929)
- 15. prosince
  - Dobroslav Orel, hudební vědec († 18. února 1942)
  - Josef Hoffmann, český a rakousky architekt a designér († 7. května 1956)
- 25. prosince – Jan Kaftan, hudební skladatel († 1. května 1908)

### Svět

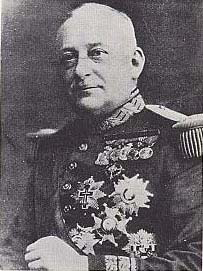
Miguel Primo de Rivera (* 8. ledna)

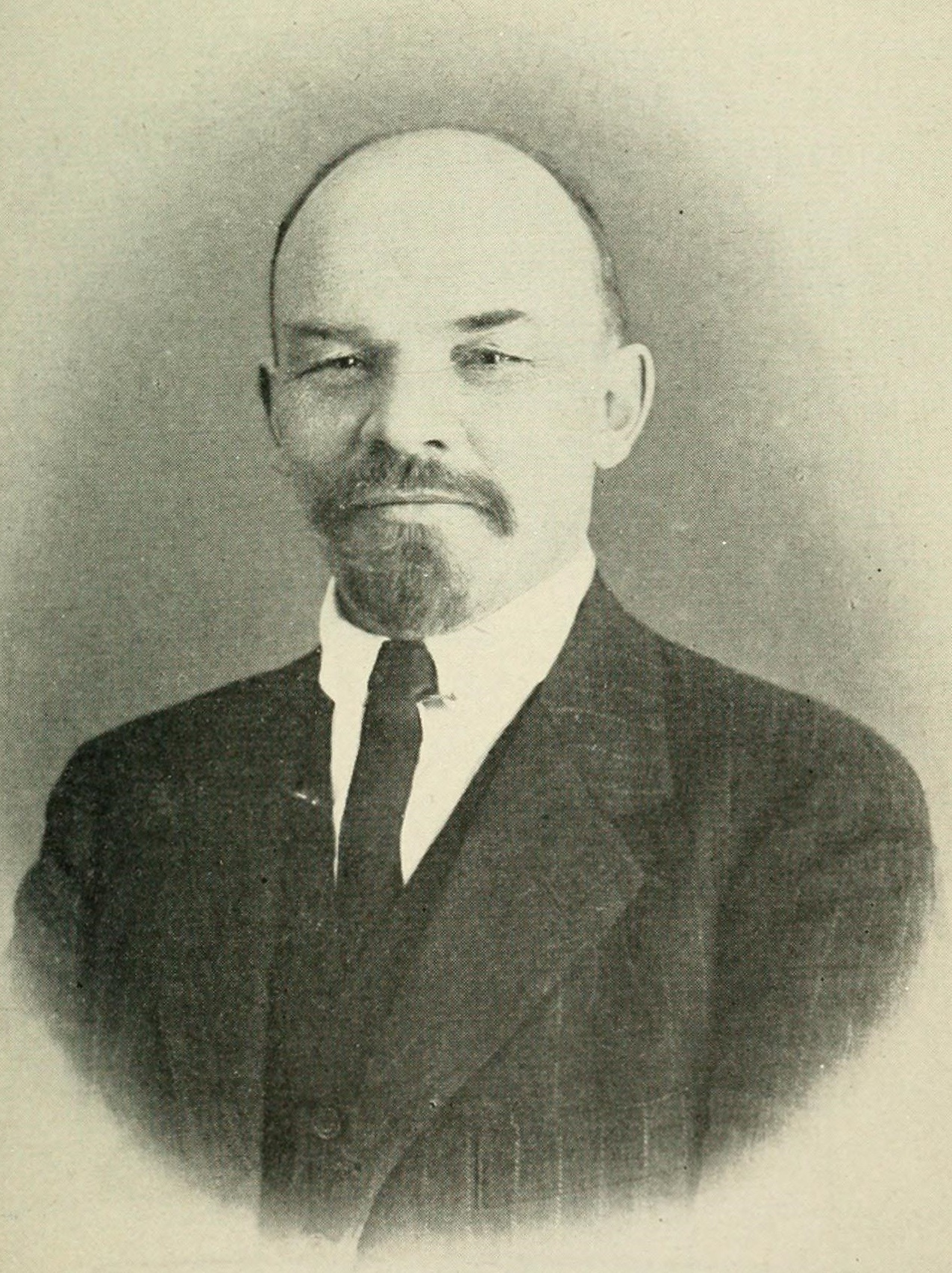
Vladimir Iljič Lenin (* 22. dubna)

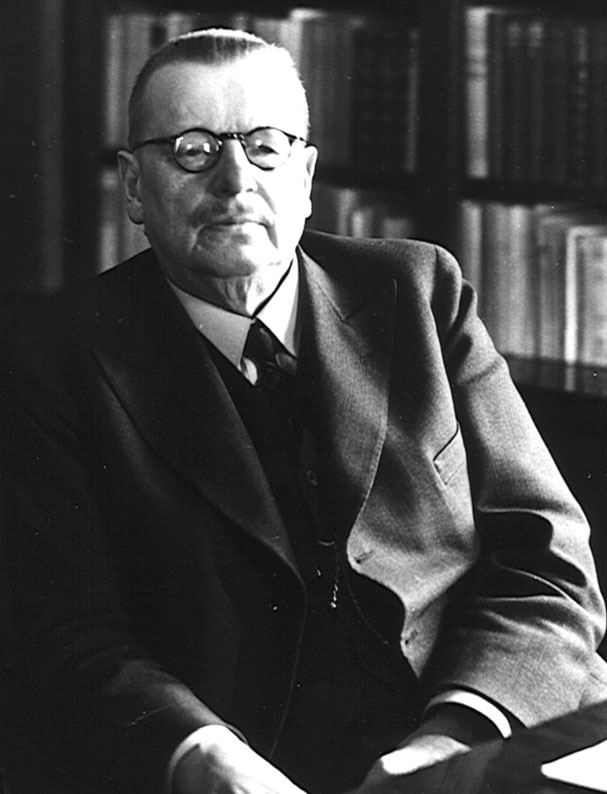
Juho Kusti Paasikivi (* 27. listopadu)

- 2. ledna – Ernst Barlach, německý sochař († 24. října 1938)
- 3. ledna – Herman Lieberman, polský politik († 21. října 1941)
- 6. ledna – Gustav Bauer, německý říšský kancléř († 16. září 1944)
- 8. ledna
  - Octave-Louis Aubert, francouzský spisovatel a vydavatel († 14. ledna 1950)
  - Wanda von Debschitz-Kunowski, německá fotografka († 23. dubna 1935)
  - Friedrich Lehne von Lehnsheim, ministr zeměbrany Předlitavska († 7. července 1951)
  - Miguel Primo de Rivera, španělský generál a diktátor († 16. března 1930)
- 9. ledna – Max Winter, rakouský novinář, spisovatel a politik († 10. července 1937)
- 13. ledna – Jędrzej Moraczewski, předseda polské vlády († 5. srpna 1944)
- 17. ledna – Marie Luisa Bourbonsko-Parmská, princezna parmská a kněžna bulharská († 31. ledna 1899)
- 20. ledna – Guillaume Lekeu, belgický hudební skladatel († 21. ledna 1894)
- 22. ledna – Matteo Ceirano, italský podnikatel v automobilovém průmyslu († 19. března 1941)
- 23. ledna
  - Edmund Wilhelm Braun, německý historik umění († 23. září 1957)
  - William G. Morgan, tvůrce volejbalu († 27. prosince 1942)
- 28. ledna – Henry Evelyn Bliss, americký knihovník († 9. října 1955)
- 29. ledna – Raymond Orteig, americký hoteliér, vypisovatel Orteigovy ceny († 6. června 1939)
- 5. února – Albert von Beckh, SS-Gruppenführer († 4. října 1958)
- 6. února – Artur Nikodem, rakouský malíř († 10. února 1940)
- 7. února
  - Alfred Adler, rakouský lékař a psycholog († 28. května 1937)
  - Pjotr Berngardovič Struve, ruský filozof, historik a ekonom († 22. února 1944)
- 13. února – Leopold Godowsky, americký klavírista, hudební skladatel († 21. listopadu 1938)
- 17. února – Georgij Gapon, ruský kněz a revolucionář († 10. dubna 1906)
- 7. března – Ernst Leonard Lindelöf, finský matematik († 4. června 1946)
- 9. března – Robert Siercke, rakouský automobilový závodník, obchodní rada firmy Steyr Mannlicher († 13. května 1923)
- 10. března – Eugène Michel Antoniadi, řecký astronom († 10. února 1944)
- 13. března – John Isaac Briquet, švýcarský botanik († 26. října 1931)
- 20. března – Paul von Lettow-Vorbeck, německý generál († 9. března 1964)
- 21. března – Herbert Ponting, anglický fotograf († 7. února 1935)
- 6. dubna – Oscar Straus, rakouský hudební skladatel († 11. ledna 1954)
- 8. dubna – John Paine, olympijský vítěz ve sportovní střelbě († 2. srpna 1951)
- 22. dubna
  - Vladimir Iljič Lenin, komunistický revolucionář, vůdce bolševické strany († 21. ledna 1924)
  - Jack Robinson, anglický fotbalový brankář († 28. října 1931)
- 30. dubna – Franz Lehár, rakouský hudební skladatel († 24. října 1948)
- 3. května – Alexandre Benois, ruský scénograf, kostýmní návrhář, malíř a baletní libretista († 9. února 1960)
- 5. května – Hatice Sultan, osmanská princezna a dcera sultána Murada V. († 13. března 1938)
- 6. května – Safvet-beg Bašagić, bosenský básník, novinář a historik († 9. dubna 1934)
- 7. května – Marcus Loew, zakladatel filmových společností Loews Cineplex Entertainment a Metro-Goldwyn-Mayer († 5. září 1927)
- 10. května – Reginald Tyrwhitt, britský admirál († 30. května 1951)
- 13. května – Markéta Sofie Rakouská, arcivévodkyně rakouská, princezna uherská, česká a toskánská († 24. srpna 1902)
- 14. května – Paul Baras, francouzský cyklista automobilový závodník († 6. listopadu 1941)
- 19. května – Albert Fish, americký sériový vrah († 16. ledna 1936)
- 21. května – Ferdinand Schmutzer, rakouský malíř a fotograf († 26. října 1928)
- 24. května – Jan Smuts, jihoafrický státník, voják a filozof († 11. září 1950)
- 12. června – Ernst Stromer, německý šlechtic a paleontolog († 18. prosince 1952)
- 13. června – Jules Bordet, belgický imunolog a mikrobiolog († 6. dubna 1961)
- 14. června – Sofie Pruská, řecká královna († 13. ledna 1932)
- 18. června – Édouard Le Roy, francouzský filozof, představitel katolického modernismu († 10. listopadu 1954)
- 20. června – Georges Dufrénoy, francouzský postimpresionistický malíř († 9. prosince 1943)
- 1. července – Léonard Misonne, belgický piktorialistický fotograf († 14. září 1943)
- 3. července
  - Richard Bedford Bennett, premiér Kanady († 26. června 1947)
- 6. července – Markéta Klementina Rakouská, členka uherské linie Habsbursko-lotrinské dynastie († 2. května 1955)
- 8. července – Robert Macalister, irský archeolog († 26. dubna 1950)
- 12. července – Ludvík II. Monacký, monacký kníže († 9. května 1949)
- 15. července
  - Vladimir Dmitrijevič Nabokov, ruský politik a novinář († 28. března 1922)
  - Leonid Krasin, sovětský politik a diplomat († 24. listopadu 1926)
- 27. července – Hilaire Belloc, britský spisovatel († 16. července 1953)
- 12. srpna – Karl Denke, německý sériový vrah († 22. prosince 1924)
- 24. srpna – Vladimir Mitrofanovič Puriškevič, ruský politik († 1. února 1920)
- 27. srpna – Evelyn Cavendishová, anglická šlechtična a vévodkyně z Devonshiru († 2. dubna 1960)
- 30. srpna
  - Lavr Georgijevič Kornilov, carský a bělogvardějský generál († 13. dubna 1918)
  - Alexandra Řecká a Dánská, řecká princezna a ruská velkokněžna († 24. září 1891)
- 31. srpna – Maria Montessori, italská pedagožka a filozofka († 6. května 1952)
- 2. září – Luisa Toskánská, saská korunní princezna († 23. března 1947)
- 6. září – Frederick G. Donnan, irský chemik († 16. prosince 1956)
- 7. září
  - Alexandr Kuprin, ruský spisovatel tatarského původu († 25. srpna 1938)
  - Thomas Curtis, americký atlet, olympijský vítěz († 23. května 1944)
- 16. září – John Pius Boland, irský politik a tenista († 17. března 1958)
- 19. září – Willem Jan Aalders, nizozemský reformovaný teolog († 19. března 1945)
- 21. září
  - Oscar Kjellberg, švédský vědec a vynálezce († 5. července 1931)
  - Sascha Schneider, německý malíř († 18. srpna 1927)
- 22. září – Charlotte Cooperová, anglická tenistka († 10. října 1966)
- 26. září – Kristián X., dánský a islandský král († 20. dubna 1947)
- 29. září – Grigorij Geršuni, ruský revolucionář († 29. března 1908)
- 30. září – Jean Baptiste Perrin, francouzský fyzik († 17. dubna 1942)
- 8. října – Louis Vierne, francouzský varhaník a skladatel († 2. června 1937)
- 17. října – Adelgunda Bavorská, princezna Hohenzollern († 4. ledna 1958)
- 18. října
  - Josiah Ritchie, britský tenista, olympijský vítěz († 28. února 1955)
  - Daisecu Teitaró Suzuki, japonský filozof a esejista († 12. července 1966)
- 22. října – Ivan Alexejevič Bunin, ruský prozaik a básník († 8. listopadu 1953)
- 6. listopadu – Herbert Samuel, britský politik a diplomat († 2. února 1963)
- 10. listopadu – Carlos Bourbonsko-Sicilský, princ Bourbonsko-Sicilský a infant španělský († 11. listopadu 1949)
- 18. listopadu – Franz Metzner, německý sochař († 24. března 1919)
- 19. listopadu – Walter Runciman, britský vikomt a politik († 14. listopadu 1949)
- 21. listopadu
  - Alexandr Berkman, rusko-americký anarchista († 28. června 1936)
  - Sigfrid Edström, předseda Mezinárodního olympijského výboru († 18. března 1964)
- 23. listopadu – Štefan Banič, slovenský konstruktér a vynálezce († 2. ledna 1941)
- 25. listopadu – Maurice Denis, francouzský malíř († 13. listopadu 1943)
- 27. listopadu – Juho Kusti Paasikivi, prezident Finska († 14. prosince 1956)
- 6. prosince – Nikolaj Losskij, ruský filosof († 24. ledna 1965)
- 10. prosince – Pierre Louÿs, francouzský spisovatel († 6. června 1925)
- 14. prosince – Karl Renner, první kancléř Rakouské republiky († 31. prosince 1950)
- 18. prosince – Hector Hugh Munro, britský spisovatel († 14. listopadu 1916)
- 23. prosince – John Marin, americký malíř († 2. října 1953)
- 28. prosince – Charles Bennett, britský atlet, olympijský vítěz († 9. března 1949)
- ? – Tringe Smajli, albánská bojovnice proti osmanské nadvládě († 2. listopadu 1917)

## Úmrtí
Automatický abecedně řazený seznam viz Kategorie:Úmrtí v roce 1870

### Česko

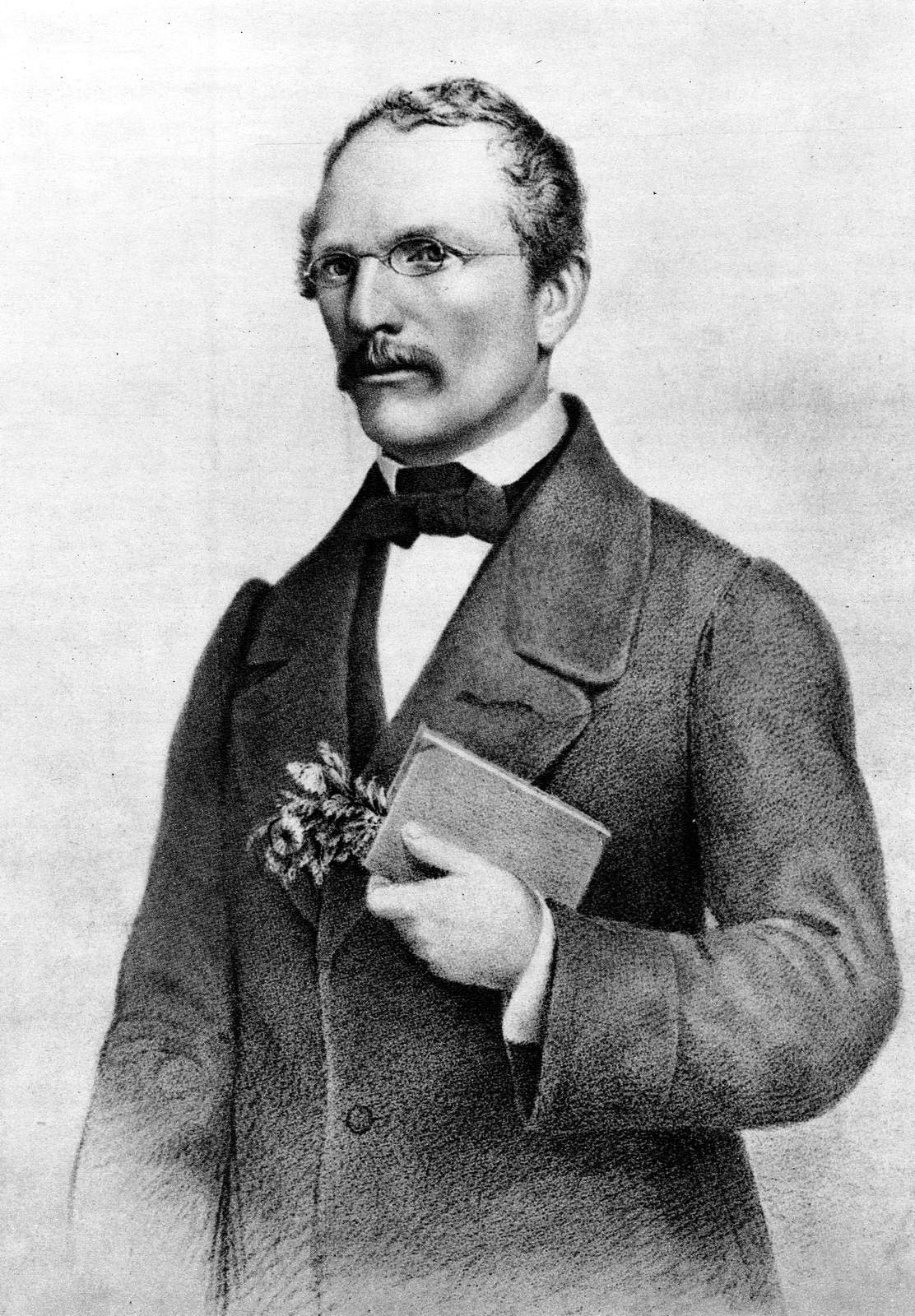
Karel Jaromír Erben († 21. listopadu)

- 11. února – Leopold Eugen Měchura, hudební skladatel (* 2. února 1804)
- 6. března – Alois Bubák, malíř (* 20. srpna 1824)
- 10. března – Ignaz Moscheles, klavírní virtuóz a skladatel (* 23. května 1794)
- 21. března – Josef Dastich, filozof (* 27. února 1835)
- 23. března – Josef Macháček, vlastenecký statkář, cukrovarník a politik (* 31. ledna 1818)
- 31. března
  - Karl von Rothkirch-Panthen, rakouský šlechtic, státní úředník a český politik (* 2. prosince 1807)
  - Antonín Arnošt Schaffgotsche, brněnský sídelní biskup (* 16. února 1804)
- 30. dubna – Václav Levý, sochař (* 14. září 1820)
- 27. června
  - Václav Čeněk Bendl-Stránický, kněz, básník, spisovatel a překladatel (* 24. října 1832)
  - Josef Pečírka, lékař, pedagog a spisovatel (* 11. října 1818)
- 4. července – František Petr Krejčí, biskup pražský a politik (* 27. června 1796)
- 16. července – Johann Liebieg, průmyslník (* 7. června 1802)
- 13. září – Karel Svoboda, malíř (* 14. června 1824)
- 18. září – František Uher, právník, politik, ztroskotanec (* 23. prosince 1825)
- 21. listopadu – Karel Jaromír Erben, spisovatel, básník (* 7. listopadu 1811)
- 22. listopadu – Franz Anton II. von Thun und Hohenstein, rakouský a český šlechtic, podporovatel umění a politik (* 13. června 1809)
- 2. prosince – Tomáš Christ, česko-rakouský kněz a pedagog (* 3. prosince 1791)
- 30. prosince – František Krišpín, malíř (* 20. dubna 1841)
- ? – Anton Peter Böhm, jáchymovský kněz, kartograf a historik (* 1785)

### Svět

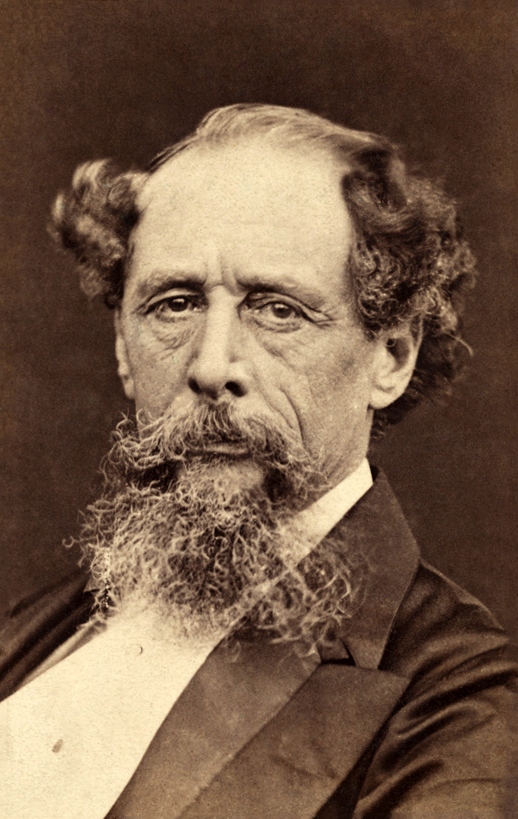
Charles Dickens († 9. června)

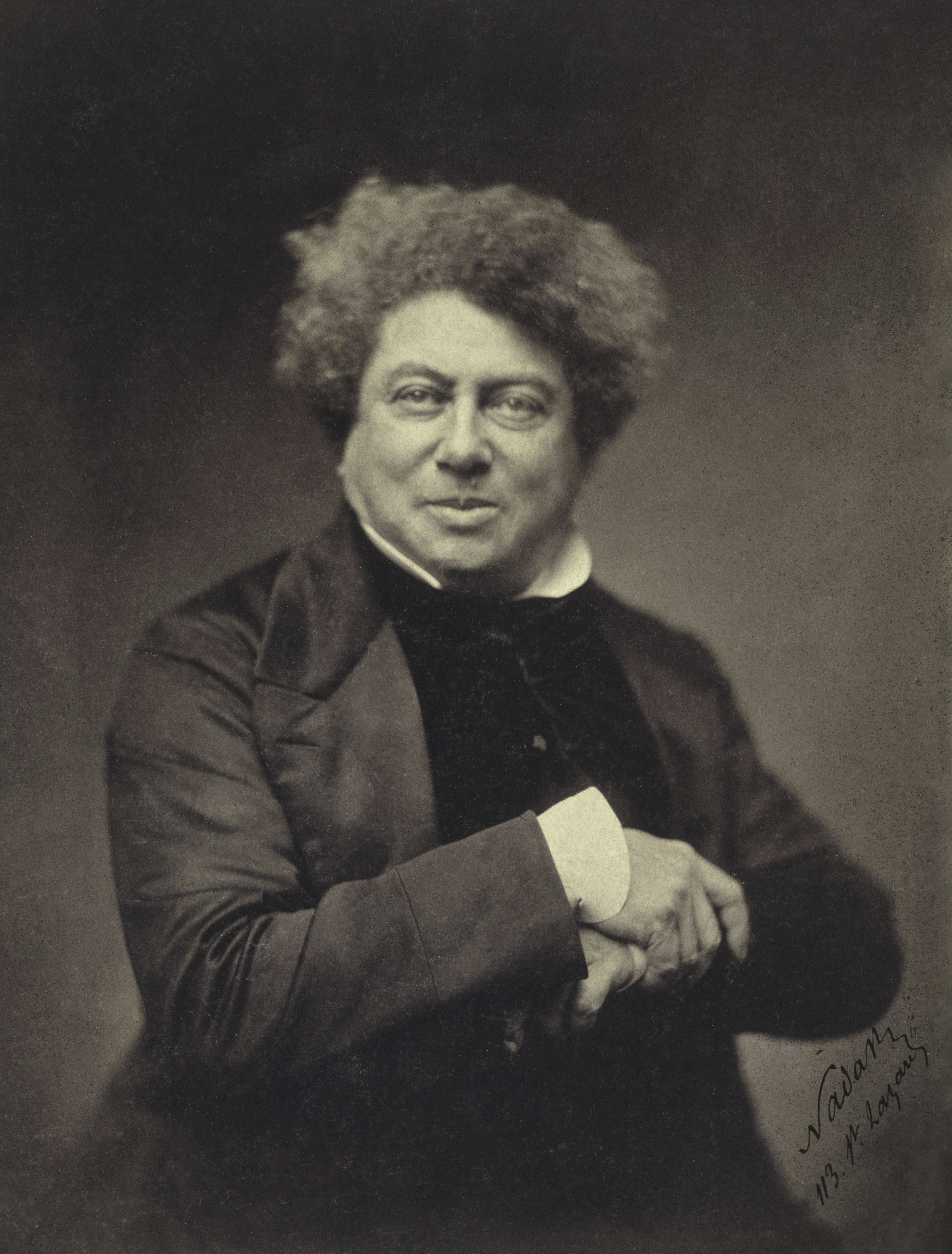
Alexandre Dumas starší († 21. listopadu)

- 15. ledna – Franz Karl von Becke, rakouský ministr financí a obchodu (* 31. října 1818)
- 25. ledna – Victor de Broglie, francouzský politik (* 1. prosince 1785)
- 29. ledna – Leopold II. Toskánský, toskánský velkovévoda (* 3. října 1797)
- 13. února – Franz Unger, rakouský paleontolog a botanik (* 30. listopadu 1800)
- 12. března – Thomas de Colmar, francouzský vynálezce a podnikatel (* 5. května 1785)
- 18. března – Joaquín Gaztambide, španělský skladatel (* 7. února 1822)
- 26. března – Michal Miloslav Hodža, slovenský buditel (* 22. září 1811)
- 4. dubna – Franz Josef Ruprecht, rakouský botanik (* 1. ledna 1814)
- 7. dubna – Claude Félix Abel Niépce de Saint-Victor, francouzský vynálezce v oboru fotografie (* 26. července 1805)
- 8. dubna – Charles Auguste de Bériot, belgický houslista a hudební skladatel (* 20. února 1802)
- 30. dubna – Julius Lederer, rakouský entomolog (* 24. června 1821)
- 1. května – Gabriel Lamé, francouzský matematik a fyzik (* 22. července 1795)
- 12. května – Benedict Waldeck, německý politik (* 31. července 1802)
- 17. května – David Octavius Hill, skotský malíř, litograf a fotograf (* 1802)
- 26. května – Johann Heinrich Blasius, německý ornitolog (* 7. října 1809)
- 6. června – Ferdinand Petrovič Wrangel, ruský námořník a polárník (* 9. ledna 1797)
- 8. června – Charles Dickens, anglický spisovatel (* 7. února 1812)
- 10. června – Aşubcan Kadınefendi, manželka osmanského sultána Mahmuda II. (* cca 1795)
- 21. června – Ernst Waidele von Willingen, rakouský právník, soudce a politik (* 22. března 1806)
- 18. července – Jean Théodore Lacordaire, belgický entomolog (* 1. února 1801)
- 22. července – Josef Strauss, rakouský hudební skladatel (* 20. srpna 1827)
- 30. července – Aasmund Olavsson Vinje, norský básník a novinář (* 6. dubna 1818)
- 10. srpna – Jules Pierre Rambur, francouzský lékař a entomolog (* 21. července 1801)
- 15. srpna – Lovro Toman, rakouský básník a politik slovinské národnosti (* 10. srpna 1827)
- 17. srpna – Jean-Baptiste Louis Gros, francouzský diplomat, malíř a fotograf (* 1793)
- 1. září
  - Joseph Anton von Maffei, německý průmyslník (* 4. září 1790)
  - Charles-Joseph de Flahaut, francouzský generál (* 21. dubna 1785)
- 8. září – Nils Ericson, švédský inženýr, stavitel a voják (* 31. ledna 1802)
- 9. září – Luisa Lehzenová, guvernantka a později společnice královny Viktorie (* 3. října 1784)
- 23. září – Prosper Mérimée, francouzský spisovatel (* 28. září 1803)
- 12. října – Robert Edward Lee, americký generál (* 19. ledna 1807)
- 19. října – Imre Frivaldszky, uherský botanik, zoolog, entomolog a lékař (* 6. února 1799)
- 22. října – William Lewis, britský šachista (* 9. října 1787)
- 24. října – Antonín Maria Claret, španělský arcibiskup v Santiagu de Cuba, katolický světec (* 23. prosince 1807)
- 28. listopadu – Frédéric Bazille, francouzský malíř (* 6. prosince 1841)
- 5. prosince – Alexandre Dumas starší, francouzský spisovatel (* 24. července 1802)
- 6. prosince – Luisa Pruská, rodem pruská a sňatkem nizozemská princezna (* 1. února 1808)
- 7. prosince – Ján Palárik, slovenský katolický kněz, spisovatel-dramatik (* 27. dubna 1822)
- 9. prosince – Johann von Berger, předlitavský politik (* 16. září 1816)
- 12. prosince – Saverio Mercadante, italský hudební skladatel (* 16. září 1795)
- 22. prosince – Gustavo Adolfo Bécquer, španělský spisovatel (* 17. února 1836)
- 28. prosince – Alexej Fjodorovič Lvov, ruský houslový virtuóz, skladatel, dirigent (* 5. června 1798)
- ? – Alessandro Duroni, italský portrétní fotograf (* 1807)
- ? – Louis-Camille d'Olivier, francouzský fotograf (* 1827)

## Hlavy států
- Papež – Pius IX. (1846–1878)

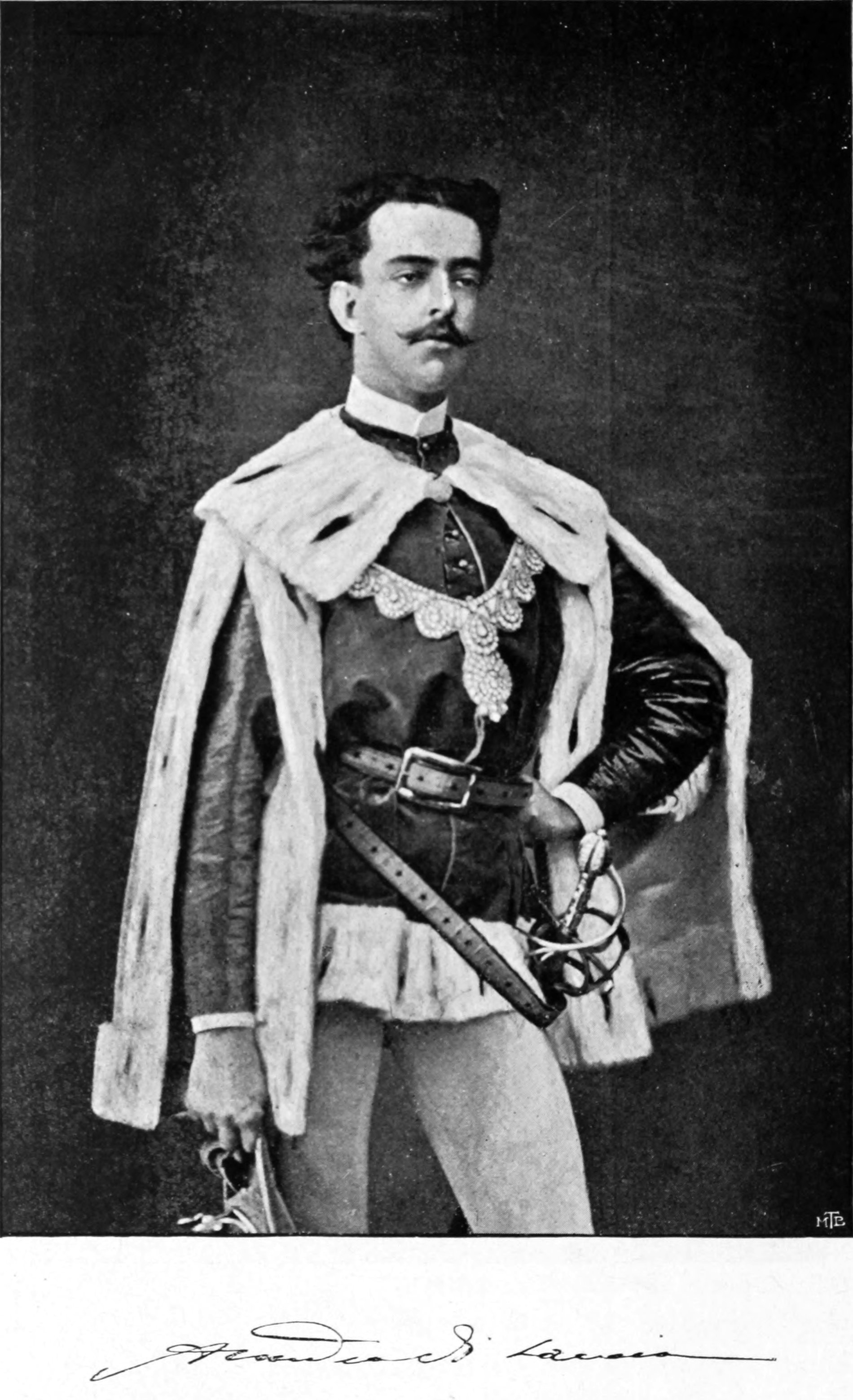
Na španělský trůn nastoupil Amadeus I. Španělský

- Království Velké Británie – Viktorie (1837–1901)
- Francie – Napoleon III. (1852–1870)
- Uherské království – František Josef I. (1848–1916)
- Rakouské císařství – František Josef I. (1848–1916)
- Rusko – Alexandr II. (1855–1881)
- Prusko – Vilém I. (1861–1888)
- Bavorsko – Ludvík II. (1864–1886)
- Dánsko – Kristián IX. (1863–1906)
- Švédsko – Karel XV. (1859–1872)
- Belgie – Leopold II. Belgický (1865–1909)
- Nizozemsko – Vilém III. Nizozemský (1849–1890)
- Řecko – Jiří I. Řecký (1863–1913)
- Španělsko – Isabela II. Španělská (1830–1870) / Amadeus I. Španělský (1870–1873)
- Portugalsko – Ludvík I. Portugalský (1861–1889)
- Itálie – Viktor Emanuel II. (1861–1878)
- Rumunsko – Karel I. Rumunský (1866–1881 kníže, 1881–1914 král)
- Osmanská říše – Abdulaziz (1861–1876)
- USA – Ulysses S. Grant (1869–1877)
- Japonsko – Meidži (1867–1912)